# Ranunculus triangularis
Ranunculus triangularis W.T. Wang – gatunek rośliny z rodziny jaskrowatych (Ranunculaceae Juss.). Występuje endemicznie w Chinach, w południowo-zachodniej części Syczuanu. 

## Morfologia
PokrójBylina o lekko owłosionych pędach. Dorasta do 17–30 cm wysokości.
LiścieW zarysie mają kształt od deltoidalnego do trójkątnego. Mierzą 1–2,5 cm długości oraz 1–2,5 cm szerokości. Nasada liścia jest ucięta. Liść jest na brzegu ząbkowany. Wierzchołek jest ostry. Ogonek liściowy jest nagi i ma 2,5–5 cm długości.
KwiatySą zebrane w baldachogronach. Pojawiają się na szczytach pędów. Mają żółtą barwę. Dorastają do 6 mm średnicy. Mają 5 eliptycznych działek kielicha, które dorastają do 2 mm długości. Mają 5 okrągło odwrotnie owalnych płatków o długości 2–3 mm.
OwoceNagie niełupki o odwrotnie jajowatym kształcie i długości 1 mm. Tworzą owoc zbiorowy – wieloniełupkę o jajowatym kształcie i 2–3 mm długości.

## Biologia i ekologia
Rośnie na łąkach. Występuje na wysokości do 1200 m n.p.m. Kwitnie od kwietnia do maja, natomiast owoce pojawiają się w maju. 